# Битва при Зумаиле
Битва при Зумаиле — сражение между силами Арабского халифата и Сасанидского государства, состоявшееся на территории современного Ирака в ноябре 633 года.

## Предыстория
Когда Халид ибн Валид после победы при Айн Тамре отправился в Аравию к городу Домат аль-Джандаль, то персы решили, что он увёл с собой большую часть своего войска, и захотели вернуть территории, захваченные мусульманами. Однако ибн Валид вернулся, и стал бить персидские армии по частям. В ходе сражения при Музайяхе он ночной атакой с трёх направлений уничтожил одну из персидских армий, в ходе битвы при Санийи — другую. Оставалась лишь одна армия из лояльных к Сасанидам арабов-христиан, которая стояла возле Зумаиля.

## Сражение
Достигнув Зумаиля через пару дней после победы при Санийи, Халид ибн Валид повторил манёвр, который уже дважды принёс ему успех. Арабы-христиане были не в силах противостоять ночной атаке, и пытались убежать, но так как атака велась одновременно с трёх сторон, то это оказалось невозможным. Почти вся армия арабов-христиан оказалась вырезанной.

## Итоги
В результате побед Халид ибн Валида владычество Сасанидов в Ираке подошло к концу.